# The Grey (Agalloch)
The Grey è il terzo EP del gruppo musicale statunitense Agalloch, pubblicato il 29 febbraio 2004 dalla Vendlus Records.

## Descrizione
Distribuito in tiratura limitata a mille copie, l'EP contiene le reinterpretazioni di due brani dall'album The Mantle. Questo EP fa parte di una dicotomia completata dall'EP The White.

## Tracce
1. The Lodge (Dismantled) – 13:12
2. Odal (Nothing Remix) – 7:47

## Formazione
- John Haughm – chitarra, batteria
- Don Anderson – chitarra, pianoforte
- Chris Greene – batteria
- Jason William Walton – basso